# Akredàssov
Akredàssov - Акредасов (rus) - és un khútor del krai de Krasnodar, a Rússia. Es troba als vessants septentrionals del Caucas occidental, a 26 km al nord-oest d'Apxeronsk i a 59 km al sud-est de Krasnodar, la capital.
Pertany al municipi de Tvérskaia.